# جوينان
جوينان هي قرية في مقاطعة كاشان، إيران. يقدر عدد سكانها بـ 406 نسمة بحسب إحصاء 2016.